# كأس الاتحاد الإنجليزي 1907–08
كأس الاتحاد الإنجليزي 1907–08 (بالإنجليزية: 1907–08 FA Cup)‏ هو الموسم 37 من  كأس الاتحاد الإنجليزي. أقيم بتاريخ 21 سبتمبر 1907، والذي يشرف على تنظيمه الاتحاد الإنجليزي لكرة القدم، وكان عدد الأندية المشاركة فيه  64، وفاز فيه وولفرهامبتون واندررز.